# Pietracatella
Pietracatella – miejscowość i gmina we Włoszech, w regionie Molise, w prowincji Campobasso.
Według danych na rok 2004 gminę zamieszkiwało 1600 osób, 32 os./km².